# 黑喉噪鹛
黑喉噪鹛（学名：Pterorhinus chinensis），又名黑面笑鶇、黑喉笑鶇、黑脸笑鶇或黑脸噪鹛，俗名山土鳥、珊瑚鳥、土画眉或嘈杂鸫，是噪鹛属的一种，分布于缅甸、老挝、中国大陆、越南、泰国和柬埔寨。该物种的保护状况被评为无危。
黑喉噪鹛的栖息地包括亚热带或热带的（低地）湿润疏灌丛、亚热带或热带的湿润低地林、亚热带或热带的（低地）季节性湿润草原和亚热带或热带的湿润山地林。该物种的模式产地在中国。

## 亚种
- 黑喉噪鹛指名亚种（学名：Pterorhinus chinensis chinensis）。分布于越南、老挝以及中国大陆的云南、广西、广东、浙江等地。该物种的模式产地在中国。[4]
- 黑喉噪鹛滇西亚种（学名：Pterorhinus chinensis lochmius）。分布于缅甸、泰国、老挝以及中国大陆的云南等地。该物种的模式产地在泰国北部Chiang Saen。[5]
- 黑喉噪鹛海南亚种（学名：Pterorhinus chinensis monachus），部分学者将其视为单独的物种海南噪鹛（学名：Pterorhinus monachus），是中国海南省的特有亚种（或特有物种）。其模式产地在海南。[6]